# ピーター・ウォー
ピーター・ウォー（Peter Warr 、1938年6月18日 - 2010年10月4日）は、イギリス出身のレーシングチームのマネージャー。F1のロータス、ウルフ、フィッティパルディを指揮した。レーシングドライバーとしても活動し、日本グランプリの初代優勝者として名を残す。

## 経歴
1938年、当時ペルシアに赴任していた両親の元に生まれる。学生時代はイギリスで過ごし、その後1956年から1958年までイギリス陸軍に入隊（同国の徴兵制度最後の世代である）。1958年の除隊後、自宅近くのロータス社屋を見学しに行き、その場で誘われて入社する。
ロータス・コンポーネンツ（レーシングカー販売部門）のセールスマネージャー兼社員レーサーとして各地のレースに参加。日本グランプリには2年続けて来日し、第1回大会（1963年）はロータス・23に乗って国際スポーツカークラスで優勝。第2回大会（1964年）はロータス・27に乗ってJAFトロフィーで2位。その後レーサーとしての活動を終える。
1966年、ロータス本社がロンドン近郊のハートフォードシャー・チェスハントからノーフォークに移転することを決めたときに、「田舎に引っ越す」ことを躊躇してロータスを辞するとともにレースからも引退、ロンドンにて模型屋（スロットカー・レーシングの店）を営む。1969年、前任者のアンドリュー・ファーガソンが辞することから誘いを受け、ロータスのチームマネージャーとして復帰する。
1976年末にロータスを離れ、ウルフチームのチームマネージャーに就任する。ウルフチームは1979年に解散し、チームを買収したフィッティパルディ・チームのマネージャーを1981年まで務めるが、同年11月にロータスに復帰する。
1982年にロータスの創始者コーリン・チャップマンが急逝すると、マネージャーとしてチームを指揮。1983年には、デザイナーのジェラール・ドゥカルージュ獲得、1985年には有力若手ドライバーのアイルトン・セナと契約、1987年には、キャメルブランドのR.J.レイノルズとスポンサー契約および、ホンダのターボエンジン獲得などの実績を残す。1989年にウィリアムズで空力を得意としたマシンデザイナーのフランク・ダーニーの獲得に成功しロータス復活を目指す中、チーム社長のフレッド・ブッシェルがデロリアン疑惑で逮捕されると、シーズン途中の7月に辞任。ロータスを離れた。
FIAの主席競技委員やイギリス・レーシングドライバーズクラブの役員を務めた後レース界から引退し、フランスに移住。2009年4月には鈴鹿サーキットのリニューアルオープン記念イベントに招かれ、ロータス・23の同型車でサーキット内のデモ走行を行った。
2010年10月4日、心臓発作によりフランスにて死去。72歳没。

## 人物
ロータスのチームマネージャとしては、1984年中にトールマンと複数年契約を結んでいたアイルトン・セナをロータスに引き抜くことに成功し、1985年ポルトガルグランプリでチャップマン没後初となる勝利を果たす。1987年には、セナの要求に応じてホンダ・ターボエンジンを獲得、ホンダの縁の深い日本人ドライバーの中嶋悟をセカンドドライバーに起用した。1987年シーズン中にはチャンピオン争いの真っ最中で結果同年のタイトルを獲得するネルソン・ピケとの複数年契約締結に成功するなど、大型契約を成立させる交渉の腕を見せている。一方で、ホンダエンジンを失った1989年のモナコGP予選では、抜き打ち車検時に中嶋車のリアウイングサイズが規定より大きいと判明し、レギュレーション違反を逃れるために予選中に慌ててリヤウイングのサイズ超過部分を鋸で切り落とすことを指示したものの、結局中嶋は予選不通過の憂き目に遭うなどの新興弱小チームでも見せないような失態も見られた。1987年にピーター・ライトが開発したアクティブサスペンションをロータス・99Tに搭して実戦投入した件についても、「英断」と評価する向きがある一方で「当時のコンピュータ性能では時期尚早だった」と評価するジャーナリストも多い。
また1986年最終戦では当時No.2ドライバーとして在籍していたジョニー・ダンフリーズのマシンにテレビ中継用の車載カメラを搭載することに合意し、1987年からは当時は他車にダミーウェイトが載せられるわけではないため重量ハンディになると知りつつ全16戦で車載カメラを中嶋車に搭載するなど、前衛的な、悪くいえば大味なマネージメントを行うこともあった。なお当時の車載カメラは形状も空力面を考えられたデザインではなく、重量と併せてラップタイムにして1秒近くロスすることになったとも言われ、「ルーキードライバーには酷である」とカメラを取り外すようセナがウォーにかけあったが、すでにFOCAと契約していたために外せなかったと言われている。
中嶋悟との接点は1982年からあり、当時ロータスチームのスポンサーであったJPSが冠スポンサーとなっていた全日本F2の「JPSトロフィー」で中嶋が優勝、その賞典としてイギリスのドニントン・パークで行われたロータスF1テストドライブの際のマネージャーはウォーであった。また、前記の通り1987年に中嶋がF1デビューする際にロータスのシートを与える決断をしたマネージャーでもあった。
ナイジェル・マンセルとは折り合いが悪く、マンセルが1984年を最後にロータスを離れる際には「オレのケツに穴があいている限り、オマエは優勝しない」と批判した。マンセルは、ウィリアムズに移籍したその年のうちにF1初優勝を果たし、その後も勝利を積み重ね通算31勝を挙げ、引退後に自伝を出したマンセルはその中で「今ではきっと、彼はひどい便秘になっていることと思う」とウォーを皮肉った。
日本食が好き。一説によると中嶋悟に影響されたともいわれている。